# Richard Cornu
Pour les articles homonymes, voir Cornu.
Richard Cornu, né le 25 avril 1923 à Lille et mort le 20 septembre 2007 à Carpentras, est un compositeur français de musique de films.

## Filmographie
- 1950 : Le Tampon du capiston de Maurice Labro
- 1951 : Station mondaine (court métrage)
- 1951 : Le Roi des camelots d'André Berthomieu
- 1952 : Le Crime du Bouif d'André Cerf
- 1952 : Les femmes sont des anges de Marcel Aboulker
- 1957 : Une fée... pas comme les autres de Jean Tourane
- 1958 : Le Dos au mur d'Édouard Molinaro
- 1958 : La Passe du diable de Jacques Dupont et Pierre Schoendoerffer
- 1958 : Voyage en Boscavie (court métrage)
- 1959 : Le Gendarme de Champignol de Jean Bastia
- 1960 : Les Distractions de Jacques Dupont
- 1961 : Les Nouveaux Aristocrates de Francis Rigaud
- 1961 : La Proie pour l'ombre d'Alexandre Astruc
- 1962 : L'Éducation sentimentale d'Alexandre Astruc

## Autres
- 1949 : Champagne, cigarettes et muse.. ., opérette mise en scène par Henri Crémieux